# Der archäologische Führer
Der archäologische Führer (bis 2011 Kulturführer zur Geschichte und Archäologie) war eine von 2010 bis 2013 im Verlag Philipp von Zabern erscheinende, populärwissenschaftliche Reiseführer-Reihe mit archäologisch-historischem Schwerpunkt.
Dem Programm des Verlages gemäß bilden die antike Kultur und Reiseziele mit Zeugnissen der griechisch-römischen Antike einen Schwerpunkt.
Die erscheinenden Werke wurden von Wissenschaftlern aus dem Bereich Archäologie bzw. Geschichtswissenschaft speziell für diese Reihe verfasst und sind zumeist deutsche Ersterscheinungen (Ausnahme: F. Coarelli - Rom).
Am 1. Januar 2014 verlor Philipp von Zabern seinen Status als Verlag und war seither, wie sein Schwesterverlag Theiss bereits seit 1. Juli 2013, ein Imprint der WBG. Nach deren Insolvenz wurde das Imprint zum 2. Januar 2024 vom Verlag Herder übernommen.

## Bandverzeichnis
| Titel                          | Autor                             | Jahr | Reiseziel       | ISBN                   |
| ------------------------------ | --------------------------------- | ---- | --------------- | ---------------------- |
| Ara Pacis                      | Alexander Mlasowsky               | 2010 | Rom             | ISBN 978-3-8053-4155-4 |
| Tivoli und die Villa Hadriana  | Helmut Schareika                  | 2010 | Tivoli (Latium) | ISBN 978-3-8053-4158-5 |
| Umland der Stadt Rom           | Christian Winkle, Jochen W. Mayer | 2010 | Latium          | ISBN 978-3-8053-4161-5 |
| Ephesos                        | Wolfram Letzner                   | 2010 | West-Türkei     | ISBN 978-3-8053-4090-8 |
| Aquileia                       | Franz Glaser, Erwin Pochmarski    | 2011 | Friaul          | ISBN 978-3-8053-4277-3 |
| Tarquinia                      | Stephan Steingräber               | 2011 | Latium          | ISBN 978-3-8053-4278-0 |
| Abu Simbel                     | Joachim Willeitner                | 2012 | Ägypten         | ISBN 978-3-8053-4457-9 |
| Athen                          | Wolfram Letzner                   | 2012 | Attika          | ISBN 978-3-8053-4456-2 |
| Apulien                        | Nadin Burkhardt                   | 2012 | Apulien         | ISBN 978-3-8053-4458-6 |
| Die Kelten in Süddeutschland   | Holger Müller                     | 2012 | Süddeutschland  | ISBN 978-3-8053-4537-8 |
| Rom                            | Filippo Coarelli                  | 2013 | Rom             | ISBN 978-3-8053-4598-9 |
| Römische Kaiser in Deutschland | Holger Dietrich (Historiker)      | 2013 | Deutschland     | ISBN 978-3-8053-4603-0 |